# Tour der australischen Rugby-Union-Nationalmannschaft nach Fidschi 1984
| Tour der Wallabies nach Fidschi 1984 | Tour der Wallabies nach Fidschi 1984 | Tour der Wallabies nach Fidschi 1984 | Tour der Wallabies nach Fidschi 1984 | Tour der Wallabies nach Fidschi 1984 |
| Übersicht                            | S                                    | G                                    | U                                    | N                                    |
| ------------------------------------ | ------------------------------------ | ------------------------------------ | ------------------------------------ | ------------------------------------ |
| Test Matches                         | 1                                    | 1                                    | 0                                    | 0                                    |
| Sonstige Spiele                      | 2                                    | 2                                    | 0                                    | 0                                    |
| Gesamt                               | 3                                    | 3                                    | 0                                    | 0                                    |
|                                      |                                      |                                      |                                      |                                      |
| Fidschi                              | 1                                    | 1                                    | 0                                    | 0                                    |

Die Tour der australischen Rugby-Union-Nationalmannschaft nach Fischi 1984 umfasste eine Reihe von Freundschaftsspielen der Wallabies, der Nationalmannschaft Australiens in der Sportart Rugby Union. Das Team reiste im Juni 1984 durch Fidschi und bestritt während dieser Zeit drei Spiele, darunter ein Test Match gegen die fidschianische Nationalmannschaft. Die Australier entschieden alle Spiele für sich.

## Spielplan
- Hintergrundfarbe grün = Sieg

(Test Matches sind grau unterlegt; Ergebnisse aus der Sicht Australiens)
| # | Datum        | Gegner     | Ort     | Stadion          | Ergebnis |
| - | ------------ | ---------- | ------- | ---------------- | -------- |
| 1 | 2. Juni 1984 | Eastern XV | Suva    | National Stadium | 16:3     |
| 2 | 5. Juni 1984 | Western XV | Lautoka | Churchill Park   | 15:4     |
| 3 | 9. Juni 1984 | Fidschi    | Suva    | National Stadium | 19:4     |

## Test Match
| 9. Juni 1984 | Fidschi             | 3 : 16         | Australien                                                | National Stadium, Suva Zuschauer: 20.000 Schiedsrichter: Graeme Harrison (Neuseeland) |
| 9. Juni 1984 | Straftritte: Turuva | (0:10) Bericht | Versuche: Campese Straftritte: Lynagh (3) Dropgoals: Ella | National Stadium, Suva Zuschauer: 20.000 Schiedsrichter: Graeme Harrison (Neuseeland) |

Aufstellungen:
- Fischi: Dusilele Bola, Iokimi Finau, Sela Gutugutuwai, Emosi Katonitabua, Peter Kean, Sanivalati Laulau, Rusiate Namoro, Acura Niuqila, Epeli Rakai, Koli Rakoroi, Peni Rauluni, Esala Teleni , Epeli Turuva, Nasoni Uluvula, Setareki Vero 
 Auswechselspieler: Ilaitia Savai
- Australien: Bill Campbell, David Campese, Phillip Cox, Mark Ella, Peter Grigg, Nigel Holt, Thomas Lawton, Michael Lynagh, Andy McIntyre, Brendan Moon, Simon Poidevin, Ross Reynolds, Christopher Roche, Enrique Rodríguez, Andrew Slack ,